# Sint-Medarduskerk te Blénod-lès-Toul

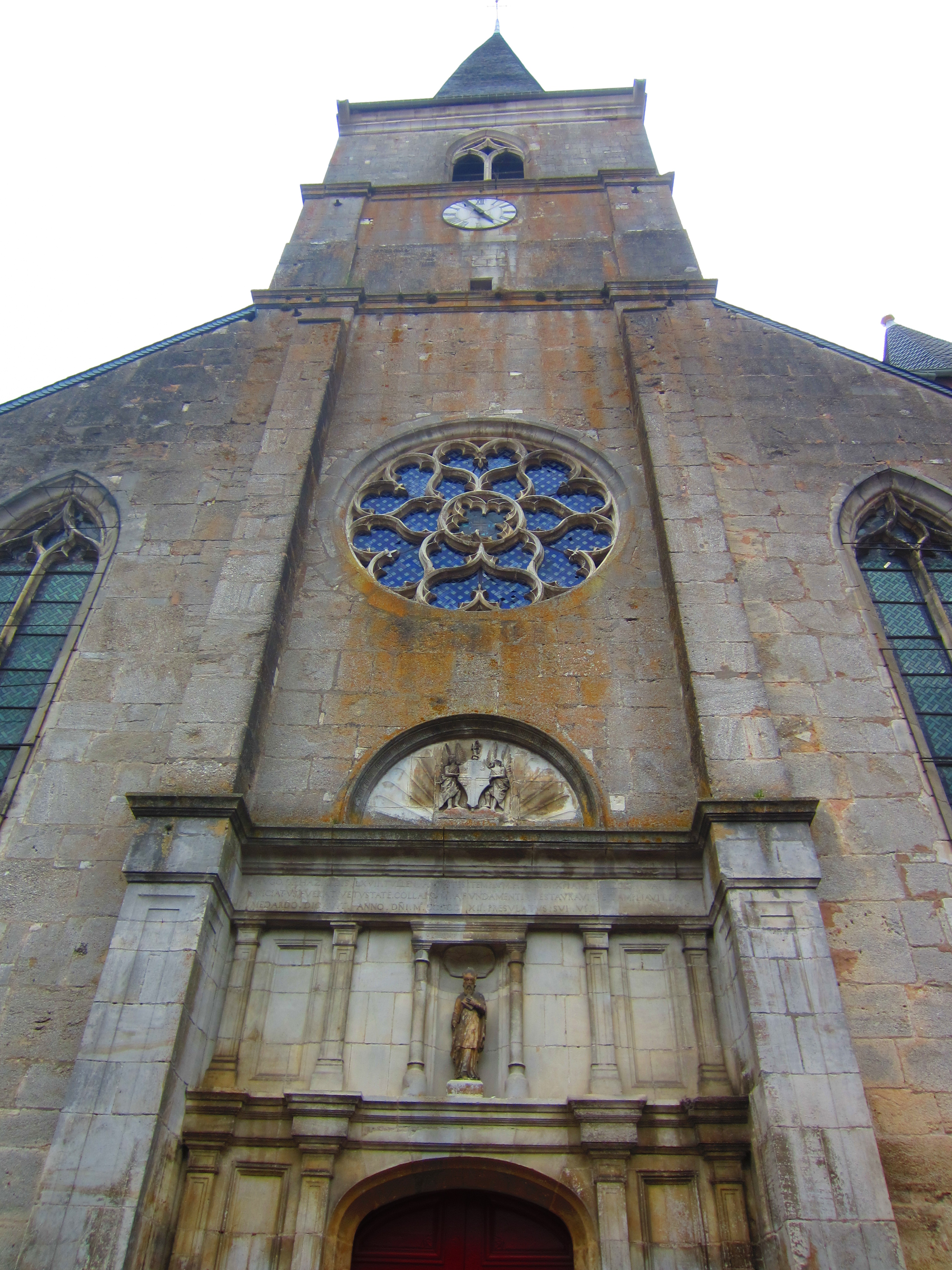
Sint-Medarduskerk (voorgevel)

De Sint-Médarduskerk van Blénod-lès-Toul is een katholieke gotische kerk toegewijd aan de heilige Medardus. Ze werd in de 16e eeuw door Hugo des Hazards, 74e bisschop van Toul, in zijn geboortedorp Blénod-lès-Toul gebouwd. Na zijn dood werd hij er begraven en in de kerk bevindt zich zijn graftombe.
De kerk werd geklasseerd als monument historique op de lijst van 1862.